# Phare de la Meda
Le phare de la Meda est un phare situé sur la plus grande des Îles Medes (Meda Gran), à moins d'un kilomètre devant la station balnéaire de L'Estartit, sur la Costa Brava , dans la Province de Gérone (Catalogne) en Espagne. Il fait partie de la commune de Torroella de Montgrí.
Il est géré par l'autorité portuaire du Port de Barcelone .

## Histoire
Le processus de construction du phare sur les îles Medes fut assez compliqué. La construction a été approuvée le 14 janvier 1862. Cependant, les travaux ont vite été arrêté en raison de problèmes avec l'autorité militaire des îles. En outre, les tempêtes ont vite occasionné des dommages et emporté le matériel déjà déchargé. Le système optique devait être de 6e ordre et il y eut des doutes sur la hauteur de la tour. Le 19 octobre 1863, les autorités compétentes décidèrent que le bâtiment devrait avoir un équipement supérieur et plus puissant de 3e ordre. Ces changements signifièrent une augmentation du budget pour un nouveau projet approuvé le 12 janvier 1866. Il fallut démolir la tour pour en faire une nouvelle et attendre deux ans plus tard pour y placer l'appareil d'éclairage. Il fut mis en service en 1868 et le ravitaillement de gardiennage se fit durant 40 ans avec un bateau d'un marin de L'Estartit. Un agriculteur fut aussi gardien de 1903 à 1918, passant la quasi-totalité de son temps sur l'île.
Le phare a été automatisé le 14 décembre 1923, par le biais d'un système d'éclairage automatique à base d'accumulateurs alimentés au gaz acétylène, qui mit fin au gardiennage permanent. L'abandon de la station par une présence physique a facilité des actes de vandalisme et le gardien du phare de Roses a du s'y rendre régulièrement pour en faire la maintenance.
Le 29 novembre 1933 le gardien du phare de Roses José Escobar et le patron du bateau Josep Blanch ont risqué leur vie lors d'une forte tempête. À la suite de cet incident, il a été établi que la maintenance se ferait directement de L'Estartit. L'un des gardiens destinés au phare du Cap de Creus a été transféré aux Îles Mèdes en 1936, avec l'obligation de vivre à L'Estartit depuis que les îles étaient occupées par les forces militaires.
La présence de l'armée dans les îles Medes a également affecté le travail des gardiens qui devaient partager l'espace avec la présence militaire. L'île Meda Gran compte environ 20 hectares (650 mètres de longueur et 76 en hauteur), espace réduit qui générait des conflits entre les travailleurs de passage et les soldats.
À la suite de l'évolution technologique, le phare a subi une rénovation en 1982 quand la tour a été relevé pour recevoir une nouvelle installation alimentée par des panneaux photovoltaïques En outre, il dispose d'un chargeur automatique avec trois ampoules qui assure la continuité du service lors d'une panne de l'une d'elles.
Le phare est une tour ronde en maçonnerie, avec lanterne et galerie, centrée sur le toit d'une maison de gardien de d'un étage.La lanterne originale a été enlevée depuis longtemps et la lanterne actuelle a été mise en service l'autre entre 2007 et 2013. Le bâtiment est peint en blanc.
Identifiant : ARLHS : SPA161 ; ES-31300 - Amirauté : E0472 - NGA : 5944 .
|               |
| Île Meda Gran |

|            |
| Îles Medes |

### Lien connexe
- Liste des phares d'Espagne